# Дрсковче
Дрсковче (словен. Drskovče) — поселення в общині Півка, Регіон Нотрансько-крашка, Словенія. Висота над рівнем моря: 562,5 м.